# Mount Goodsir
Mount Goodsir är ett berg i Kanada.   Det ligger i provinsen British Columbia, i den centrala delen av landet, 3 000 km väster om huvudstaden Ottawa. Toppen på Mount Goodsir är 3 567 meter över havet.
Terrängen runt Mount Goodsir är huvudsakligen bergig, men åt nordost är den kuperad. Mount Goodsir är den högsta punkten i trakten. Trakten runt Mount Goodsir är nära nog obefolkad, med mindre än två invånare per kvadratkilometer.. Det finns inga samhällen i närheten. 
Trakten runt Mount Goodsir består i huvudsak av gräsmarker.